# Dicliptera leandrii
Dicliptera leandrii är en akantusväxtart som beskrevs av Raymond Benoist. Dicliptera leandrii ingår i släktet Dicliptera och familjen akantusväxter. Inga underarter finns listade i Catalogue of Life.